# ژول رامبو
ژول رامبو (فرانسوی: Jules Rambaut‎؛ زادهٔ ۶ آوریل ۱۹۹۸) بازیکن بسکتبال ۳ نفره اهل فرانسه است.
وی در مسابقات کشوری و بین‌المللی در مجموع برندهٔ ۱ مدال نقره شده است.